# Септаккорд второй ступени
Септаккорд II ступени (обозначается II7 или SII7) ― основной аккорд субдоминантовой функции, объединяющий в себе трезвучия II и IV ступеней.
По структуре септаккорд II ступени может быть малым минорным (в натуральном мажоре и мелодическом миноре) или малым (в гармоническом и мелодическом мажоре, натуральном и гармоническом миноре).

## Обращения
| Обращение | Название аккорда                | Состав             | Обозначены |
| --- | ------------------------------- | ------------------ | ---------- |
| \new Staff \with {\remove "Time_signature_engraver"} { < d' f' a' c'' >1 < f' a' c'' d'' >1 < a' c'' d'' f'' >1 < c'' d'' f'' a'' >1 } |                                 |                    |            |
| Основной аккорд | Септаккорд второй ступени       | м. 3 + б. 3 + м. 3 | II7        |
| Первое | Квинтсекстаккорд второй ступени | б. 3 + м. 3 + б. 2 | II65       |
| Второе | Терцквартаккорд второй ступени  | м. 3 + б. 2 + м. 3 | II43       |
| Третье | Секундаккорд второй ступени     | б. 2 + м. 3 + б. 3 | II2        |

Как и любой септаккорд, имеет три обращения: квинтсекстаккорд II ступени, терцквартаккорд II ступени и секундаккорд II ступени (II2). Первые два из них используются на разных участках формы, в том числе нередко в кадансах. Квинтсекстаккорд, благодаря своему положению на IV ступени (функциональный бас субдоминанты) является самой яркой из диатонических субдоминант. Секундаккорд в кадансах не используется, его сфера применения из-за вялости баса (I ступень) ограничивается экспозиционными и дополнительными плагальными оборотами.

## Разрешение
II7 и его обращения могут быть разрешены как сразу в тонику (плагальный оборот), так и посредством перевода в обращения доминантсептаккорда с дальнейшим разрешением в тонику, образуя таким образом полный совершенный каданс (кроме секундаккорда 2-й ступени).

## Альтерация
II7 и его обращения допускают разнообразные альтерации с целью усиления тяготения неустойчивых ступеней в устойчивые и усложнения гармонии.